# Kolkwitziella gibbera
Kolkwitziella gibbera is een soort in de taxonomische indeling van de Myzozoa, een stam van microscopische parasitaire dieren. Het organisme komt uit het geslacht Kolkwitziella en behoort tot de familie [[]]. Kolkwitziella gibbera werd in 1904 ontdekt door Entz.